# Jean Bosc (Karikaturist)
Jean-Maurice Bosc (* 30. Dezember 1924 in Nîmes; † 3. Mai 1973 in Antibes) war ein französischer Karikaturist und Cartoonist, bekannt als BOSC.

## Leben
Bosc wuchs im südfranzösischen Aigues-Vives auf. Nach einer Lehre als Schlosser besuchte er die Collège technique von Nîmes und arbeitete dann als Monteur und Weinbauer.
Von 1944 bis 1948 war Bosc als Soldat in Vietnam stationiert. Seine Teilnahme am Indochinakrieg brachte ihm zwar das Croix de guerre ein, machte ihn aber zum Antimilitaristen und entkräftete ihn nachhaltig, nicht zuletzt durch 120 Tage Gefangenschaft beim Việt Minh. Nach seiner Entlassung arbeitete er auf dem Weingut seiner Eltern, musste aber bald auf jede körperliche Arbeit verzichten. Die nie diagnostizierte, wahrscheinlich psychosomatisch bedingte chronische Erschöpfung sollte ihn sein Leben lang begleiten.
Bosc begann zu zeichnen. Er hatte schon in der Kriegsgefangenschaft einige Zeichnungen gemacht, die er unter der Matratze eines Cholerakranken versteckte und so retten konnte. Nun arbeitete er in einem Zimmer im oberen Stock und bat der Reihe nach Familienangehörige hinein, seine Werke zu beurteilen. Von etwa 600 (oder 250) Zeichnungen, die in wenigen Wochen entstanden, blieben 39 (oder 49 – die Geschichten widersprechen sich hier) übrig – den Rest verbrannte er. Mit den 39 Zeichnungen und 25.000 Franc in der Tasche begab er sich im November 1952 nach Paris. Seine ersten Zeichnungen wurden in Paris Match Nr. 193 veröffentlicht. Er sollte der Wochenzeitung 17 Jahre lang treu bleiben.
Der Erfolg kam über Nacht. Herausgeber Paul Chaland stellte ihn den Lesern als Anfänger vor und entschuldigte noch „die ungeschickte Frische“. Aber schon bald wurde Bosc in einem Atemzug mit Sempé, Chaval und Mose genannt, die Einfachheit seiner Zeichnungen sorgte für Wiedererkennbarkeit. „Die Grundlage meines Stils ist, dass ich nicht zeichnen kann.“ Der Autodidakt Bosc hatte vorher nur wenige technische Zeichnungen angefertigt.
Die Liste der Zeitschriften, die seine Zeichnungen veröffentlichten, ist lang: France-Observateur, Marie-Claire (1956), Maison de Marie-Claire (1969, 74, 77), Elle (1969–1971), Sud-Ouest Dimanche (1970–1977), Nice matin (1970–1973), Télé Gadget (1970–1971), Le Nouvel-Observateur, L’Express, Constellation, Pilote, Charlie Mensuel, France-Dimanche, Le Rire, Lui, L'Enragé, Politique Hebdo (1970), Haute Société, Minute, Bizarre, Charlie Hebdo, Radar; Notre Époque, Le Temps de Paris, Maillou helvien, Die Zeit, Frankfurter Zeitung, Stern, Sie und Er, Daily Telegraph, La Tribune de Genève, Paris-presse, Le Canard enchaîné, Le Crapouillot, Il Messaggero, Action, Combat, Charlie mensuel (1973), Rivarol, La Croix, Playboy, Punch, Esquire, Oui, Cavalier, Scottie Club Nachrichten, Everybody’s Weekly, Palante, L’illustré.
Schon 1953 erschienen einige seiner Werke in den USA in „The Best Cartoons from France“ bei Simon & Schuster. Das erste Buch mit ausschließlich seinen Zeichnungen erschien 1955 auf Deutsch im Buchheim Verlag: „Gloria Viktoria“. Erst 1956 erschien Bosc in Buchform auch in Frankreich, mit „Petits Riens“ bei Hazan. 1960 erschien „Staatsvisiten“ im Diogenes Verlag als erstes von elf Büchern dort. Bosc befand sich dort in der Gesellschaft von unter anderem Sempé, Paul Flora und Tomi Ungerer.
1958 wurde Bosc wegen einer angeblich die Armee verunglimpfenden Karikatur in Le Nouvel Observateur zu einer Bewährungsstrafe von einem Monat und zu 300.000 Francs Buße verurteilt. Viele seiner Zeichnungen befassten sich mit Soldaten und ihrem absurden Verhalten, aber auch dem Geltungsdrang ihrer Vorgesetzten.
1959 entstand der Kurzfilm „Le Voyage en Boscavie“ („Reise nach Boscavien“, Regie Claude Choublier und Jean Herman), der als Vorfilm zu Jacques Tatis „Die Ferien des Monsieur Hulot“ geplant war. Für diesen Film erhielt er den Prix Emile Cohl.
1965 erhielt Bosc den Grand prix de l’humour des Magazins „Lui“: einen Sportcoupé Matra-Bonnet-Djet.
Der größte Teil seiner Cartoons kommt ohne Worte aus. Bosc war eines Tages der Meinung, ihm fiele nichts Neues mehr ein. Ein Freund erinnerte ihn daran, dass er doch immer noch Dialoge hinzufügen könnte. Nach dieser Anregung erst entstanden seine längeren Bildgeschichten mit Dialog.
1969 hörte Bosc auf zu zeichnen. Er hatte sich 1965 in das ruhige Antibes zurückgezogen. 1973 gab er sein letztes Interview. Geschwächt durch seine lange Krankheit, nahm er sich am 3. Mai 1973 mit 48 Jahren das Leben. Wenige Tage vorher sagte er: „Was einen so entmutigt, ist die Tatsache, dass alles, was wir in unseren Zeichnungen andeuten und propagieren wollen, im Gelächter der Verblödung und Gleichgültigkeit untergeht. Alles perlt glatt und spurlos ab wie ein Regentropfen von einem Ölmantel.“
Bosc liegt auf dem Friedhof von Aigues Vives begraben. In einem Brief an seine Schwester Renée hatte er sich als Schmuck für seinen Grabstein die Zeichnung eines Leichenzuges gewünscht, der unter dem Plakat einer lachenden Kuh (La vache qui rit, eine bekannte französische Käsemarke) entlanggeht. Sie entschied sich stattdessen für das Bild zweier Leichenzüge, die sich wie Militärkapellen reibungslos kreuzen.
Seit 1997 gibt es in seiner Heimatstadt Aigues Vives die Straße Rue Jean Bosc.

## Werke (auf Deutsch)
- Bücher
  - mit Chaval, Bob van den Born: Kleine Nachtmusik. Diogenes, Zürich 1954.
  - Cherchez la femme! Diogenes, Zürich 1954
  - Homo sapiens. Diogenes, Zürich 1957
  - Staatsvisiten oder Wie man Freunde gewinnt. Diogenes, Zürich 1960
  - Kalte Füsse und andere Cartoons. Diogenes, Zürich 1964
  - Du mich auch. Diogenes, Zürich 1965
  - Wenn de Gaulle klein wäre. Diogenes, Zürich 1968
  - Ich liebe dich. Diogenes, Zürich 1969
  - Wird eingefahren! Diogenes, Zürich 1971
  - Ist die Liebe ein grausames Spiel? Diogenes, Zürich 1974
  - Keep smiling! Diogenes, Zürich 1975
  - Alles, bloß das nicht. Diogenes, Zürich 1978